# Rally San Froilán de 1992
El Rally San Froilán de 1992, oficialmente 14.º Rallye San Froilán, fue la decimocuarta edición, la séptima ronda de la temporada 1992 del Campeonato de España de Rally y la quinta del campeonato de Galicia. Se celebró del 25 al 26 de julio.
El piloto Ricardo Avero se adjudicó la segunda victoria de la temporada en Lugo por delante de José María Ponce que fue segundo a más de un minuto. Más atrás finalizó Luis Climent a casi seis minutos del vencedor que tuvo problemas con el diferencial en los dos últimos tramos y a punto estuvo de perder el podio en favor de Capi Saiz con el que tuvo un pequeño duelo. También en esta pelea estuvo Francisco Cima pero cedió mucho tiempo en los tramos nocturnos y cayó a la séptima plaza. En sexta posición acabó Juan Carlos Otamendi que fue además el más rápido en grupo N y en la novena los hermanos Vallejo que vencieron en el Desafío Peugeot en parte por el abandono de Guixeras y los problemas de Oriol Gómez.
El podio de Ponce le permitió hacerse temporalmente con el liderato del campeonato de España ya que a Lugo no habían acudido ni Jesús Puras y Luis Monzón.

## Itinerario
| Día   | Tramo | Nombre        | Distancia |
| ----- | ----- | ------------- | --------- |
| Día 1 | TC1   | Recelle       | 6.40 km   |
| Día 1 | TC2   | Goián         | 10.05 km  |
| Día 1 | TC3   | La Mota       | 9.13 km   |
| Día 1 | TC4   | Recelle       | 6.40 km   |
| Día 1 | TC5   | Goián         | 10.05 km  |
| Día 1 | TC6   | La Mota       | 9.13 km   |
| Día 1 | TC7   | Recelle       | 6.40 km   |
| Día 1 | TC8   | Goián         | 10.05 km  |
| Día 1 | TC9   | La Mota       | 9.13 km   |
| Día 1 | TC10  | Lúa-Pontigón  | 10.20 km  |
| Día 1 | TC11  | Sejosmil-Chao | 18.55 km  |
| Día 1 | TC12  | Meira         | 8.75 km   |
| Día 1 | TC13  | Lúa-Pontigón  | 10.20 km  |
| Día 1 | TC14  | Sejosmil-Chao | 18.55 km  |
| Día 1 | TC15  | Meira         | 8.75 km   |
| Día 1 | TC16  | Lúa-Pontigón  | 10.20 km  |
| Día 1 | TC17  | Sejosmil-Chao | 18.55 km  |
| Día 1 | TC18  | Meira         | 8.75 km   |

## Clasificación final
| Pos. | Piloto               | Copiloto            | Automóvil               | Tiempo    | Diferencia |
| ---- | -------------------- | ------------------- | ----------------------- | --------- | ---------- |
| 1.   | Ricardo Avero        | Nazer Ghuneim       | Mitsubishi Galant VR-4  | 2:00:44.0 | 0.0        |
| 2.   | José María Ponce     | José Carlos Déniz   | BMW M3 E30              | 2:01:57.0 | +1:13.     |
| 3.   | Luis Climent         | José Antonio Muñoz  | Opel Corsa A GSi        | 2:06:24.0 | +5:40.0    |
| 4.   | Capi Saiz            | Carlos del Barrio   | Peugeot 309 GTI 16      | 2:06:28.0 | +5:44.0    |
| 5.   | Germán Castrillón    | Estrella Castrillón | Ford Sierra RS Cosworth | 2:06:55.0 | +6:11.0    |
| 6.   | Juan Carlos Otamendi | Manuel A. Colado    | Ford Sierra RS Cosworth | 2:07:18.0 | +6:34.0    |
| 7.   | Francisco Cima       | Jacinto Martínez    | Renault Clio 16V        | 2:07:32.0 | +6:48.0    |
| 8.   | Manuel Senra         | Bandera de ?        | Peugeot 309 GTI         | 2:09:50.0 | +9:06.0    |
| 9.   | Sergio Vallejo       | Diego Vallejo       | Peugeot 309 GTI         | 2:11:47.0 | +11:03.0   |
| 10.  | Oriol Gómez          | Marc Martí          | Peugeot 309 GTI         | 2:14:13.0 | +13:29.0   |